# Grupo Grancolombiano
El Grupo Grancolombiano fue uno de los más importantes conglomerados económicos de la historia de Colombia, activo entre los años sesenta, setenta y mediados de los ochenta del siglo XX. 
Sus dueños y accionistas mayoritarios fueron influyentes en la política nacional, pues estaban emparentados con la prestigiosa familia López. Sufrió una crisis en los años 1980, de la cual se desprendieron varias empresas importantes en Colombia como Bancolombia o el Grupo Sura.

## Historia

### Inicios
Los orígenes del grupo se remontan a 1959, gracias a la gestión del comerciante Jaime Michelsen Uribe. La Aseguradora Grancolombiana de Crédito S.A. fue el inicio del emporio. Con el éxito de la aseguradora, se crearon luego el Banco Grancolombiano, la Corporación Financiera Grancolombiana, la Grancolombiana de Promociones, la Capitalizadora Grancolombiana, la Almacenadora Grancolombiana y, por último, los fondos Grancolombiano y Bolivariano, todas empresas del sector bursátil.
El Decreto 678 de 1972 permitió la creación de las corporaciones de ahorro y vivienda, durante el gobierno de Misael Pastrana. Esto se dio porque el país enfrentaba una inflación altísima y el gobierno buscaba impulsar la economía con la vivienda. El 14 de septiembre de ese mismo año se creó el Grupo Grancolombiano con la unión de las empresas bursátiles, bajo la dirección de la Aseguradora.

#### Nombre
El Grupo Grancolombiano en su gran mayoría tenía empresas con el prefijo Gran, por ejemplo, Granahorrar, Institución Universitaria Politécnico Grancolombiano, Granfinanciera, GranVida, aunque hubo otras como Pronta, que no lo tenían en su nombre.
El símbolo del grupo era el de un águila con las alas extendidas y la leyenda «Juntos volamos muy alto». Sin embargo, cada empresa tenía su propio logotipo y símbolo.

### Desarrollo
Para finales de la década de los setenta, y según el diario El Espectador, el grupo tenía el 60 % de la participación en el sector accionario. Michelsen y sus socios llegaron a poseer en el 30 % de las sociedades mineras Mineros Colombianos y Mineros de Antioquia y el 5 % de la textilera Fabricato y de la cementera Cemento Argos.

### Escándalos y caída

#### Irregularidades
La quiebra de los fondos Grancolombiano y Bolivariano, propiedad del Grupo Grancolombiano, llevaron a que a finales de la década de los setenta, el Banco Grancolombiano, otra filial del conglomerado cubriera la iliquidez generada por esa bancarrota. En ese momento iniciaron los problemas para Michelsen y sus socios.
En 1980, el gobierno de Turbay Ayala expidió el Decreto 384, que les prohibía a los fondos de inversión tener acciones de otras compañías financieras, presionado por el ministro de Hacienda de la época, Hernando Agudelo Villa, quien llevó sus denuncias ante la Procuraduría.
El empresario antioqueño Hernán Echavarría Olózaga también denunció a Michelsen por manipulaciones en los capitales captados del público. Sin embargo esas denuncias le generaron problemas con el gobierno, ya que supuestamente Echavarría quería evitar que el Grupo Grancolombiano se hiciera con el poder económico en Antioquia, hecho que confirmó años después Pablo Michelsen Niño, hijo de Michelsen Uribe.
Las denuncias se hicieron mayores, e incluso se afirmó que el grupo, con el fin de adquirir la Compañía Nacional de Chocolates —la empresa más importante de la industria del cacao en Colombia, en la que estaban interesados desde finales de los setenta—, realizó autopréstamos a sus dueños con el dinero de sus ahorradores, para contrarrestar el Decreto 384, que les impidió adquirir la empresa de manera convencional. El senador William Jaramillo dirigió las investigaciones en la rama legislativa, mientras que en la judicial el juez Julio Lancheros ordenó investigar a Graninversión S. A.

#### El show mediático
En 1982, el periodista Alberto Donadío descubrió los autopréstamos que venía haciendo el grupo años atrás. El periódico El Espectador hizo públicas las prácticas ilícitas del conglomerado, las cuales se basaban en el uso de los ahorros de sus clientes para hacer autopréstamos a los directivos del grupo, entre los cuales se encontraban los miembros de la familia López y los Michelsen. Se le conoció como el «escándalo de los autopréstamos».
Como respuesta a esto, el Grupo Grancolombiano le retiró la pauta publicitaria al periódico para debilitarlo económicamente. En contestación a esto, el 4 de abril de 1982, salió la columna «La tenaza política», en la que Guillermo Cano, entonces director del periódico, afirmó lo siguienteː 

“...No vendemos, no hipotecamos, no cedemos nuestra conciencia ni nuestra dignidad a cambio de un puñado de billetes. Eso no está dentro de nuestros presupuestos”
Guillermo Cano Isaza

Cano encomendó a su hijo y periodista Juan Guillermo Cano y a sus colegas Fabio Castillo, Héctor Giraldo, Édgar Caldas y Luis de Castro para que en medio de la crisis siguieran el curso del proceso, desde ese 4 de abril hasta el 11 de diciembre de 1982.

#### Caída
Como resultado de las publicaciones de Cano, las investigaciones del Congreso, los procesos judiciales, las informaciones entregadas por empleados del grupo y la baja popularidad del emporio, su presidente Jaime Michelsen fue relevado del cargo. Acto seguido, el grado de endeudamiento del grupo puso en alerta al gobierno. 
Con el Decreto 2920 de 1982, el presidente Belisario Betancur, ante la notable crisis del sector bancario en Colombia, solicitó a todas las entidades relacionadas organizar sus cuentas para evitar su intervención, a lo que el Grupo Grancolombiano no se pudo ajustar por falta de ingresos suficientes para respaldar sus obligaciones con los ahorradores defraudados. Entonces se decidió su intervención estatal en 1983, coincidiendo con la huida de Michelsen del país. Fue así como el gobierno tomó posesión del Banco de Colombia. Luego de ser nacionalizado, el Banco de Colombia, fue privatizado.

#### Liquidación
El grupo y sus empresas fueron privatizadas o se fusionaron entre ellas, siendo el Banco de Colombia el mayor favorecido de todos los integrantes del conglomerado.

## Portafolio de servicios
Las empresas que conformaban el grupo en el sector bursátil fueronː
- Banco Grancolombiano
- Corporación Financiera Grancolombiana
- Pronta Grancolombiana de Promociones
- Capitalizadora Grancolombiana
- Almacenadora Grancolombiana
- Aseguradora Grancolombiana
- Aseguradora Grancolombiana de Vida
- Automotora Grancolombiana
- Fondo Grancolombiano
- Fondo Bolivariano
- Grancolombiana de Inversión
- Grancolombiana de Vivienda

En el auge de su poder económico, el grupo era dueño de varias empresas, que hoy día siguen activas. El grupo se dividía en tres subgruposː
- Cinecolombiaː Era la cabeza de otras empresas más pequeñas, como Inversiones Cine Colombia, Producciones Casablanca,[16] Caribe Films, Inmobiliaria Cineco y Nueva Era, compañía de cine publicitario. También fueron propulsores del noticiero temático Cine Revista, dirigido por Felipe López Caballero.[16]
- Granfinancieraː Fue la cabeza de un importante grupo de empresas industriales, en el sector bursátil e industrial. Tenía bajo su mando a las filiales Granfinanciera y el banco Granahorrar, hoy parte de BBVA.[17]
- Banco de Colombiaː Hoy lleva el nombre de Bancolombia.[18] Fue una de las empresas más rentables del conglomerado, que a su vez tenía como filiales al banco Colpafinsa, Continental de Inversiones y Artecto S.A.

### Otros sectores
- Institución Universitaria Politécnico Grancolombianoː Institución de educación superior fundada en 1980. Inició clases el 4 de noviembre de 1981.[19] Sigue funcionando en la actualidad.
- Car-Set
- Pronta S.A.
- Corporación Granahorrarː Banco adquirido en 2005 por el gigante español BBVA.[20]
- Simesa S.A.
- Selecciones del Reader’s Digest
- Computecː Empresa de gestión de información y tecnologías, aun en operación.[21]
- Diners Clubː La filial colombiana llegó al país en 1962, y prestaba servicios de tarjetas de crédito.[22]
- Artectoː Es una empresa especializada en el sector de muebles para hogares.[23][24]
- Sherwin Williamsː Su filial en Colombia se dedicaba al sector de decoración de viviendas y edificios, pintura y recubrimientos.[25]
- Compañía Nacional de Chocolates